# نادي موتو زاباروجي لكرة اليد
نادي موتو زاباروجي لكرة اليد هو نادي كرة يد في أوكرانيا تأسس في 1958. يلعب في الدوري الأوكراني لكرة اليد. يلعب مبارياته في قاعة يونوست الرياضية.